# Michal Sivek
Michal Sivek (* 21. ledna 1981 v Náchodě) je bývalý český hokejový útočník, který nastupoval v NHL a české extralize. Jeho otcem je podnikatel Viliam Sivek.

## Kariéra
Odchovanec pražské Sparty nastoupil poprvé v extralize v sezoně 1997/98. Během části následující sezony hostoval na Kladně. V draftu NHL 1999 si jej vybral ve druhém kole Washington Capitals. Sezonu 1999/2000 strávil v kanadské juniorské Western Hockey League, kde hájil barvy Prince Albert Raiders. Poté podepsal tříletou smlouvu s Washingtonem, protože ale po předsezónním kempu nezískal místo v prvním mužstvu, bylo mu povoleno vrátit se do České republiky. Ročník 2000/01 tak strávil zpět v dresu Sparty, s kterou se probojoval až do finále extraligy, kde ale Pražané podlehli Vsetínu. V létě získal hráčská práva na Siveka v NHL klub Pittsburgh Penguins.
V průběhu sezony 2001/02 se přesunul ze Sparty do Wilkes-Barre/Scranton Penguins, klubu American Hockey League, který je záložním celkem Pittsburghu. Na závěr ročníku ještě posílil Spartu v play off extraligy a pomohl jí vybojovat mistrovský titul. Během další sezony – 2002/03 – dostal příležitost i v 38 utkáních za hlavní mužstvo v NHL, jinak nastupoval stále za farmu. Ve své poslední zámořské sezoně 2003/04 hrál pouze AHL, navíc část sezony marodil kvůli poranění prstu z utkání se Syracuse Crunch.
V roce 2004 se vrátil do Sparty, v jejímž dresu slavil mistrovské tituly v ročnících 2005/06 a 2006/07. V roce 2008 pro problémy s kyčlí ukončil aktivní kariéru a začal působit jako skaut a později i jako hráčský agent.

## Reprezentace
Sivek reprezentoval v kategorii do 18 let na mistrovství Evropy 1998 ve Švédsku (4. místo) a na mistrovství světa 1999 v Německu (5. místo). Třikrát byl členem reprezentace do 20 let na mistrovství světa juniorů. V roce 1999 v Kanadě obsadil se spoluhráči 7. místo, na šampionátech 2000 ve Švédsku a 2001 v Rusku se stal dvakrát mistrem světa.
V dresu dospělého národního týmu odehrál pět utkání. Tyto zápasy sehrál v rámci Euro Hockey Tour na turnajích Česká pojišťovna Cup 2005 a Česká pojišťovna Cup 2006 a nebodoval v nich. Debutoval 3.9.2005 proti Švédsku (3:5).
| Rok  | Tým      | Událost |   | Z | G | A  | B  | TM |
| ---- | -------- | ------- | - | - | - | -- | -- | -- |
| 1998 | Česko 18 | ME 18   | 7 | 4 | 6 | 10 | 8  |    |
| 1999 | Česko 20 | MS 20   | 6 | 1 | 0 | 1  | 14 |    |
| 1999 | Česko 18 | MS 18   | 7 | 3 | 5 | 8  | 12 |    |
| 2000 | Česko 20 | MS 20   | 7 | 3 | 3 | 6  | 4  |    |
| 2001 | Česko 20 | MS 20   | 7 | 2 | 2 | 4  | 10 |    |

## Klubová statistika
- Debut v NHL – 29. listopadu 2002 (Buffalo Sabres – PITTSBURGH PENGUINS)
- První bod v NHL – 23. prosince 2002 (PITTSBURGH PENGUINS – Buffalo Sabres)
- První gól v NHL – 26. prosince 2002 (PITTSBURGH PENGUINS – New York Rangers)

| Sezona           | Klub                           | Soutěž           | Základní část | Základní část | Základní část | Základní část | Základní část | Play off | Play off | Play off | Play off | Play off |
| Sezona           | Klub                           | Soutěž           | Z             | G             | A             | B             | TM            | Z        | G        | A        | B        | TM       |
| ---------------- | ------------------------------ | ---------------- | ------------- | ------------- | ------------- | ------------- | ------------- | -------- | -------- | -------- | -------- | -------- |
| 1996/97          | Sparta Praha (dorost)          | E-dor.           | 13            | 11            | 7             | 18            |               | —        | —        | —        | —        | —        |
|                  | Sparta Praha (junioři)         | E-jun.           | 25            | 7             | 4             | 11            |               | —        | —        | —        | —        | —        |
| 1997/98          | Sparta Praha                   | ELH              | 25            | 1             | 1             | 2             | 10            | 5        | 1        | 0        | 1        | 0        |
|                  | Sparta Praha (junioři)         | E-jun.           | 20            | 13            | 8             | 21            |               | —        | —        | —        | —        | —        |
|                  | Sparta Praha (dorost)          | E-dor.           | 1             | 0             | 0             | 0             |               | —        | —        | —        | —        | —        |
| 1998/99          | Sparta Praha                   | ELH              | 1             | 1             | 0             | 1             | 2             | —        | —        | —        | —        | —        |
|                  | Kladno                         | ELH              | 34            | 3             | 8             | 11            | 24            | —        | —        | —        | —        | —        |
| 1999/00          | Prince Albert Raiders          | WHL              | 53            | 23            | 37            | 60            | 65            | 6        | 1        | 4        | 5        | 10       |
| 2000/01          | Sparta Praha                   | ELH              | 32            | 6             | 7             | 13            | 28            | 13       | 4        | 2        | 6        | 8        |
| 2001/02          | Sparta Praha                   | ELH              | 17            | 5             | 3             | 8             | 20            | 12       | 0        | 1        | 1        | 10       |
|                  | Wilkes-Barre/Scranton Penguins | AHL              | 25            | 4             | 8             | 12            | 30            | —        | —        | —        | —        | —        |
| 2002/03          | Pittsburgh Penguins            | NHL              | 38            | 3             | 3             | 6             | 14            | —        | —        | —        | —        | —        |
|                  | Wilkes-Barre/Scranton Penguins | AHL              | 40            | 10            | 17            | 27            | 33            | 6        | 3        | 2        | 5        | 20       |
| 2003/04          | Wilkes-Barre/Scranton Penguins | AHL              | 22            | 4             | 7             | 11            | 6             | —        | —        | —        | —        | —        |
| 2004/05          | Sparta Praha                   | ELH              | 37            | 1             | 5             | 6             | 48            | 5        | 0        | 0        | 0        | 2        |
| 2005/06          | Sparta Praha                   | ELH              | 36            | 10            | 9             | 19            | 30            | 17       | 4        | 1        | 5        | 18       |
| 2006/07          | Sparta Praha                   | ELH              | 47            | 10            | 8             | 18            | 76            | —        | —        | —        | —        | —        |
| 2007/08          | Sparta Praha                   | ELH              | 46            | 9             | 10            | 19            | 94            | 2        | 1        | 0        | 1        | 2        |
| Celkem extraliga | Celkem extraliga               | Celkem extraliga | 275           | 46            | 51            | 97            | 332           | 70       | 13       | 7        | 20       | 72       |
| Celkem NHL       | Celkem NHL                     | Celkem NHL       | 38            | 3             | 3             | 6             | 14            | —        | —        | —        | —        | —        |
| Celkem AHL       | Celkem AHL                     | Celkem AHL       | 87            | 18            | 32            | 50            | 69            | 6        | 3        | 2        | 5        | 20       |